# 延喜通宝

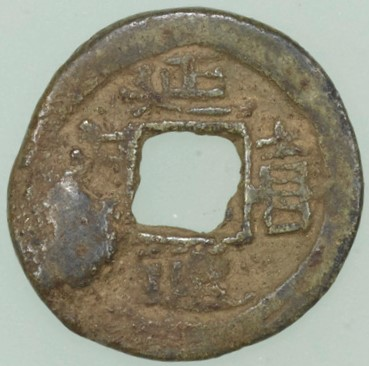
延喜通宝（東京国立博物館所蔵）

延喜通宝（延喜通寳、えんぎつうほう）は、907年（延喜7年）11月から日本で鋳造、発行された銭貨（『日本紀略』）。皇朝十二銭の11番目に発行された貨種である。

## 始鋳と流通
独立行政法人造幣局の資料によると、延喜通宝の始鋳年は延喜7年（907年）、材質は銅、量目2.59g、直径18.9-19.5mm、銅分69.48%である。ただ、皇朝十二銭のうち平安遷都後の9貨種は質の低下により文字が不鮮明になるなど安定していない。
『日本紀略』によると延喜通宝は醍醐天皇の時代の延喜7年（907年）11月3日に発行された。しかし、質の悪化が一層進み、『延喜式』（927年制定）では「およそ銭文は一字明らかなるをもって、みな通用せしむ」とされた。